# Jacques Lassalle
Pour les articles homonymes, voir Lassalle.
Scènes principales
Théâtre Jean Vilar, Théâtre national de Strasbourg, Comédie-Française
Jacques Lassalle, né le 6 juillet 1936 à Clermont-Ferrand et mort le 2 janvier 2018 à Chambourcy,, est un dramaturge, metteur en scène, acteur et écrivain français.

## Biographie
Après voir suivi des études à la Sorbonne, Jacques Lassalle est reçu à l'agrégation de lettres modernes et obtient une licence en sociologie. Il fréquente également la classe de Fernand Ledoux au Conservatoire national supérieur d'art dramatique. Pour payer les cours, il est comédien occasionnel dans la compagnie du Théâtre du petit Jacques dirigée par Antonin Baryel et, dans Les Aventures de Bidibi et Banban, il tient le rôle de Bidibi après Guy Bedos et Roger Dumas.
Il occupe ensuite un poste d'enseignant à l'Institut d'études théâtrales de l'université Sorbonne Nouvelle - Paris 3 (1969-1981), puis au CNSAD (1981-1983).
En 1967, à la demande de Marcel Rosette, maire de la ville, et de son adjoint à la culture Jean Collet, il fonde le Studio-Théâtre de Vitry qu'il dirige jusqu'en 1982 et pour lequel il écrit plusieurs pièces.
De 1983 à 1990, il est directeur du théâtre national de Strasbourg, puis de 1990 à 1993 administrateur général de la Comédie-Française.
Il participe au Festival d'Avignon de 1994 avec Andromaque, mais l'accueil critique le déçoit et il décide d'abandonner la mise en scène pour redevenir professeur au Conservatoire,.
Il revient à la mise en scène en 2002 avec Monsieur X, dit Pierre Rabier de Marguerite Duras, Platonov de Tchekhov, et Les Papiers d'Aspern d'Henry James. Il met en scène une de ses propres pièces intitulée La Madone des poubelles. En 2005, il monte Le Jeu de l'amour et du hasard de Marivaux en langue chinoise au théâtre Chaoyang de Pékin 朝阳剧场. À partir de 2006, il va régulièrement à Varsovie où il monte plusieurs pièces au Teatr Narodowy : Tartuffe de Molière, La Fausse Suivante, ou le Fourbe puni de Marivaux, Lorenzaccio de Musset ; et au Teatr Polski : L'École des femmes de Molière, Le Roi Lear de Shakespeare.
Jacques Lassalle s'est marié en 1958 et a trois enfants. Son épouse Françoise Marty est décédée en 2017. Il est enterré à Saint-Beauzile dans le Tarn.

## Comédien
- 1958 : Les Carabiniers de Beniamino Joppolo, mise en scène Michel de Ré, Théâtre d'Aujourd'hui

## Mises en scène
produites par le Studio-Théâtre de Vitry
- 1967 : La Seconde Surprise de l'amour de Marivaux, gymnase Henri-Vallon
- 1968 : Barouf à Chioggia de Carlo Goldoni, gymnase Henri-Vallon
- 1969 : Comme il vous plaira de William Shakespeare, cinéma Central
- 1969 : Bilora – La Parlerie de Ruzante, salle Robespierre
- 1970 : Célimare le bien-aimé de Labiche, salle Robespierre, théâtre de Gennevilliers
- 1971 : Le Rêve du Juge Pao, adapté par lui-même sur un texte de Bernard Sobel d'après Le Rêve du papillon 包待制三看蝴蝶梦 de Kuan Han-ching (Guan Hanqing) (关汉卿 | 關漢卿), salle Robespierre, théâtre de Gennevilliers, théâtre des Quartiers d'Ivry
- 1973 : Le Décaméron d’après Boccace, théâtre Jean-Vilar Vitry-sur-Seine, théâtre de la Tempête
- 1973 : Jonathan des années 30 de Jacques Lassalle, théâtre Jean-Vilar Vitry-sur-Seine
- 1974 : Un couple pour l’hiver de Jacques Lassalle, théâtre Jean-Vilar Vitry-sur-Seine
- 1975 : Le Soleil entre les arbres de Jacques Lassalle, théâtre Jean-Vilar Vitry-sur-Seine
- 1976 : Travail à domicile de Franz Xaver Kroetz, Studio-Théâtre de Vitry, théâtre de l'Est parisien
- 1976 : Histoire de dires de Jean-Pierre Thibaudat, Théâtre Ouvert Festival d'Avignon
- 1977 : L'Amant militaire d'après La Guerre et L'Amant militaire de Carlo Goldoni, théâtre Jean-Vilar Vitry-sur-Seine
- 1977 : Risibles amours de Milan Kundera, Théâtre de l'Est parisien, Théâtre Jean Vilar Vitry-sur-Seine
- 1977 : Olaf et Albert d'Heinrich Henkel, Théâtre de l'Athénée
- 1978 : Nina, c'est autre chose de Michel Vinaver, Théâtre de l'Est parisien
- 1978 : Théâtre de chambre de Michel Vinaver, théâtre de l'Est parisien, théâtre Jean-Vilar Vitry-sur-Seine, prix de la meilleure création française 1978
- 1978 : Remagen de Jacques Lassalle d'après Anna Seghers, Festival d'Avignon, théâtre Gérard-Philipe
- 1979 : Les Fausses Confidences de Marivaux, théâtre Gérard Philipe, théâtre Jean-Vilar Vitry-sur-Seine
- 1980 : Un dimanche indécis dans la vie d'Anna de Jacques Lassalle, théâtre national de Chaillot
- 1980 : À la renverse de Michel Vinaver, Théâtre national de Chaillot, théâtre Jean-Vilar Vitry-sur-Seine
- 1982 : Avis de recherche de Jacques Lassalle, théâtre Gérard-Philipe, théâtre Jean-Vilar Vitry-sur-Seine

1979-1980
- Un Dimanche indécis dans la vie d'Anna de Jacques Lassalle, théâtre national de Chaillot
- L'Épreuve de Marivaux, deux versions, à Montréal

1980-1981
- La Locandiera de Carlo Goldoni, Comédie-Française
- Électre de Sophocle, Montréal

1982
- Lohengrin de Richard Wagner, Opéra de Paris
- Lear de Aribert Reimann, Opéra de Paris

1983
- 1983 : Goethe en Alsace de Jean-Paul de Dadelsen, théâtre national de Strasbourg
- Les Estivants de Maxime Gorki, Comédie-Française
- Tartuffe de Molière, théâtre national de Strasbourg

1984
- Woyzeck de Georg Büchner
- L'Heureux Stratagème de Marivaux, Théâtre national de Strasbourg

1985
- Le Professeur Taranne d'Arthur Adamov
- Dissident, il va sans dire de Michel Vinaver, théâtre national de Strasbourg
- Emilia Galotti de Lessing, Festival d'Avignon
- Lorenzaccio d'Alfred de Musset, théâtre national de Strasbourg

1986
- La Clé d'Eugène Labiche et Alfred Duru, théâtre national de Strasbourg
- Luisa Miller de Giuseppe Verdi, Opéra de Montpellier
- Le Mariage des morts de Jean-Pierre Sarrazac, théâtre de la Ville

1987
- Rosmersholm d'Henrik Ibsen, théâtre national de Strasbourg
- Les Acteurs de bonne foi de Marivaux, Festival d'Avignon

1988
- Amphitryon de Molière, Théâtre national de Strasbourg
- Visite à Corneille, jeune homme, exercice groupe XXIV, Théâtre national de Strasbourg
- Pourquoi n'as-tu rien dit, Desdemone d'après Christine Brüchner, Festival du Haut-Allier

1989
- La Bonne Mère de Carlo Goldoni, théâtre national de Strasbourg
- Villa Luco de Jean-Marie Besset, théâtre national de Strasbourg
- Léonce et Léna de Georg Büchner, Festival d'Avignon, théâtre national de Strasbourg
- Bérénice de Racine, Norske Teatret Oslo

1990
- L'Émission de télévision de Michel Vinaver, Comédie-Française au théâtre national de l'Odéon, théâtre national de Strasbourg
- Bérénice de Racine, théâtre national de Strasbourg
- Mélite de Corneille, Théâtre de l'Athénée-Louis-Jouvet, Théâtre national de Strasbourg

1991
- Le Mariage forcé et Le Cocu imaginaire de Molière, Théâtre national de Strasbourg
- La Fausse Suivante de Marivaux, Comédie-Française
- Tartuffe de Molière, Norske Teatret Oslo
- Un mari d'Italo Svevo, Comédie-Française au théâtre national de la Colline

1992
- La Comtesse d'Escarbagnas et George Dandin de Molière, Comédie-Française
- La serva amorosa de Carlo Goldoni, Comédie-Française

1993
- Elle est là et Le Silence de Nathalie Sarraute, théâtre du Vieux-Colombier
- Dom Juan de Molière, Comédie-Française au Festival d'Avignon

1994
- Andromaque d'Euripide, Festival d'Avignon
- La Cerisaie d'Anton Tchekhov, Norske Teatret Oslo

1996
- L'Homme difficile d'Hugo von Hofmannsthal, Théâtre national de la Colline

1997
- Tout comme il faut de Luigi Pirandello, Théâtre Hébertot

1998
- La Cagnotte d'Eugène Labiche, Théâtre Hébertot
- Chaos debout de Véronique Olmi, Festival d’Avignon, Théâtre des Abbesses
- Pour un oui ou pour un non de Nathalie Sarraute, Théâtre national de la Colline
- Le Misanthrope de Molière, Théâtre Vidy-Lausanne

1999
- La Controverse de Valladolid de Jean-Claude Carrière, Théâtre de l'Atelier

2000
- L’École des Maîtres autour de Monsieur de Pourceaugnac de Molière
- La Vie de Galilée de Bertolt Brecht, théâtre national de la Colline
- Pour un oui ou pour un non de Nathalie Sarraute, théâtre de l'Atelier
- Médée d’Euripide, Festival d’Avignon
- Le Malin Plaisir de David Hare, théâtre de l'Atelier

2001
- L'École des femmes de Molière, théâtre de l'Athénée-Louis-Jouvet

2002
- Les Papiers d’Aspern d’après Henry James, adaptation Jean Pavans, théâtre Vidy-Lausanne, Comédie-Française
- Un jour en été de Jon Fosse, théâtre de la Bastille
- Dom Juan de Molière (reprise), Comédie-Française
- Le Misanthrope de Molière, théâtre San Martin Buenos Aires
- Iphigénie en Tauride de Goethe, théâtre de Vicence
- George Dandin de Molière, théâtre BDT de Saint-Pétersbourg

2003
- Monsieur X dit Pierre Rabier d'après La Douleur de Marguerite Duras, Théâtre Vidy-Lausanne
- Platonov-Le Fléau de l'absence de pères d'Anton Tchekhov, Comédie-Française

2004
- La Danse de mort de August Strindberg, théâtre de l'Athénée-Louis-Jouvet
- Rue de Babylone de Jean-Marie Besset, Petit Montparnasse
- La Bête dans la jungle de James Lord, d'après Henry James, théâtre de la Madeleine
- Lola rien d'autre ou la Madone des poubelles de Jacques Lassalle, théâtre Vidy-Lausanne

2005
- L'Auteur de Beltraffio de Jean Pavans, d'après Henry James, Festival de théâtre Nava Limoux
- Requiem pour une nonne d'après William Faulkner, théâtre de l'Athénée-Louis-Jouvet, théâtre national de Nice

2006
- Le Tartuffe de Molière, Teatr Narodowy Varsovie
- Loin de Corpus Christi de Christophe Pellet, mise en espace, Festival de théâtre Nava Limoux

2007
- Il Campiello de Carlo Goldoni, Comédie-Française Salle Richelieu

2008
- Figaro divorce d'Ödön von Horváth, Comédie-Française Salle Richelieu

2009
- L'Académie d'après Marivaux, théâtre de l'Union
- Parlez-moi d'amour d'après Intimité et Le Bout des doigts de Raymond Carver, Théâtre Vidy-Lausanne
- Une nuit de Grenade de François-Henri Soulié, Festival de théâtre Nava Limoux Abbaye de Saint-Hilaire
- La Fausse Suivante ou le fourbe puni de Marivaux, Teatr Narodowy Varsovie

2011
- Lorenzaccio d'Alfred de Musset, Teatr Narodowy Varsovie
- L'École des femmes de Molière, Comédie-Française Salle Richelieu
- L'École des femmes de Molière, Teatr Polski Varsovie

2012
- Le Fils de Jon Fosse, Théâtre de la Madeleine
- Dans le plus beau pays du monde de Jean Vilar, avec la Comédie-Française au Festival d'Avignon, Maison Jean-Vilar
- Loin de Corpus Christi de Christophe Pellet, Théâtre des Abbesses

2014
- Matin et soir de Jon Fosse, Théâtre de la Tempête
- Le Roi Lear de Shakespeare, Teatr Polski Varsovie

## Quelques réalisations
- Comme directeur du Théâtre national de Strasbourg, il monta Mélite de Pierre Corneille avec la classe des stagiaires. Pendant la longue première scène qui sert à exposer l'action, les deux acteurs en scène se déshabillaient puis endossaient d'autres vêtements, animant la scène de mouvements vraisemblables. Lassalle a repris cette idée de mise en scène dans d'autres pièces. Peut-être contraint par la composition de la classe de stagiaires, il fit jouer le même personnage par deux acteurs, avec des costumes identiques pour que le spectateur les identifie. Par ailleurs, la nourrice était interprétée par un homme. Ces décalages entre la représentation théâtrale et la réalité introduisaient un charme particulier au spectacle.
- Dans la Fausse Suivante de Marivaux, Lassalle eut l'idée de prolonger le premier acte par une action sans parole, révélant ainsi le désir sexuel du valet Frontin pour le Chevalier (qui est une femme) ; à la fin de la pièce, nouvelle action sans parole qui montrait la voracité financière de Lélio et de la comtesse.
- Dans la Comtesse d'Escarbagnas de Molière, le rôle de la comtesse était tenu par un homme. L'action était située dans un grenier auquel on accédait uniquement par une trappe qui s'ouvrait et se fermait au niveau du plancher de la scène.
- Il avait proposé de faire graver au fronton de tous les théâtres le formule "C'est ce qui est le plus drôle qui est le plus profond" pour montrer son opinion du théâtre comique, qui d'après lui peut être tout à fait sérieux, contrairement à ce que pensent les populations.

## Publications
- Jonathan des années 30
- Un couple pour l’hiver
- Le Soleil entre les arbres
- Un dimanche indécis dans la vie d’Anna
- Avis de recherche
- Pauses, Actes Sud, 1991  (ISBN 2-86869704-6)
- Conversations sur "Dom Juan" avec Jean-Loup Rivière, éditions POL, 1994  (ISBN 2-86744422-5)
- L’Amour d’Alceste, Une décennie de théâtre, éditions POL, 2000  (ISBN 2-86744752-6)
- Lola, rien d'autre ou La madone des poubelles, Actes Sud, 2006  (ISBN 2-74275838-0)
- Le théâtre, oui quand même, Éditions Universitaires d'Avignon, collection Entre-Vues, 2008
- Conversations sur la formation de l'acteur avec Jean-Loup Rivière, Actes Sud, 2004  (ISBN 2-74274634-X)
- Un dimanche indécis dans la vie d’Anna, Actes Sud, 2011  (ISBN 2-74279463-8)
- Ici moins qu'ailleurs, éditions POL, 2011  (ISBN 2-81801355-0)

## Distinctions
- 1978 : prix de la meilleure création d'une pièce en langue française du Syndicat de la critique pour Théâtre de chambre.

Il reçoit le Grand Prix national du théâtre en 1998.
Il est titulaire de nombreuses décorations :
- Officier de la Légion d'honneur[10],
- Chevalier de l'ordre national du Mérite,
- Commandeur de l'ordre des Arts et des Lettres.